# کانابیس در روسیه

قانونی بودن مصرف کانابیس در اروپا
----

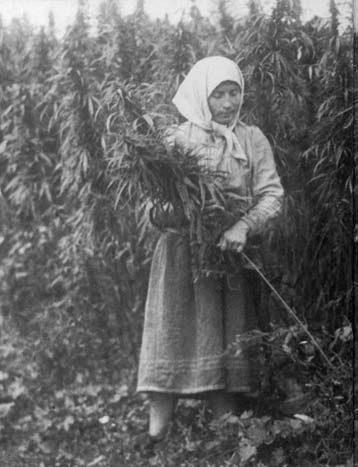
برداشت کنف، اتحاد جماهیر شوروی ۱۹۵۶

حشیش در روسیه غیرقانونی است. داشتن حداکثر ۶ گرم (یا دو گرم حشیش) یک جرم اداری است که با جریمه نقدی یا بازداشت ۱۵ روزه مجازات می‌شود. داشتن مقادیر بیشتر جرم کیفری است.

## تاریخچه

### کنف صنعتی
در پایان قرن نوزدهم، کشت حشیش برای الیاف یکی از منابع اصلی درآمد دهقانان استان‌های اورل، کالوگا، کورسک، چرنیگوف، موگیلف و تا حدی مینسک امپراتوری روسیه بود. طبق فرهنگنامه دائره المعارف روسی بروکهاوس و افرون، سالانه حدود ۱۴۰ هزار تن کنف در بخش اروپایی امپراتوری روسیه در پایان قرن نوزدهم تولید می‌شد که حدود ۴۰٪ از تولید کنف در اروپا را تشکیل می‌داد.
در طول دوره کولاک‌زدایی، مزارع بزرگ کشت حشیش به قطعات کوچک (۰٫۱–۰٫۱۵ هکتار) تقسیم شدند که قابلیت کشت و تأمین نیازهای داخلی را داشتند. گزارشی در آغاز دهه ۱۹۳۰ بیان کرد: «صنعت کشاورزی حشیش در منطقه ولگای میانی، و همچنین در سایر مناطق حشیش اتحاد جماهیر شوروی، در حال افول است» که در «کاهش سطح زیر کشت، بازده پایین، و کاهش سهم کالا از درآمد ناخالص» مشاهده می‌شود.
دایرةالمعارف بزرگ شوروی در سال ۱۹۳۷ گزارش داد:
بازسازی سوسیالیستی کشاورزی، چهره کشت عقب‌مانده کانابیس در اتحاد جماهیر شوروی را به طرز چشمگیری تغییر داده است. جنبش رو به رشد استاخانوف در کشاورزی، به ویژه در میان پرورش‌دهندگان کانابیس، بازده بالاتری از کانابیس را فراهم کرد. ۱۴٫۰۳. در سال ۱۹۳۶، جلسه ویژه‌ای از رهبران حزب و دولت با رهبران کتان و کنف برگزار شد. به تعدادی از فرش‌بافان استاخانوف نشان اتحادیه اعطا شد. پس از سال ۱۹۳۴، محصولات کانابیس شروع به بهبود کردند و اگر در سال ۱۹۳۴، مساحت زیر کشت کانابیس ۵۹۸۰۰۰ هکتار بود، در سال ۱۹۳۶، محصولات آن ۶۸۰۰۰۰ هکتار را اشغال کرد که معادل ۴/۵ از کل مساحت زیر کشت کانابیس جهان است. فرمانی از شورای کمیسرهای خلق اتحاد جماهیر شوروی و کمیته مرکزی حزب کمونیست اتحاد جماهیر شوروی (متولد) (مارس ۱۹۳۴) امتیازات و مزایای ویژه‌ای را برای محصولات کنف در مزارع، حیاط خلوت‌ها و دشت‌های سیلابی اعطا کرد. تولید الیاف کنف از کانابیس در اتحاد جماهیر شوروی در سال‌های ۱۹۳۳–۱۹۳۴ به ۳۹٫۴ هزار تن و در سال‌های ۱۹۳۴–۱۹۳۵ به ۴۴٫۹ هزار تن رسید؛ تولید روغن کنف (از دانه‌ها) در اتحاد جماهیر شوروی در سال ۱۹۳۳ به ۵٫۰ هزار تن و در سال ۱۹۳۴ به ۶٫۳ هزار تن رسید.

### مصرف دارو
با ورود به قرن بیستم، استفاده از کانابیس (عمدتاً به صورت حشیش) به تصرفات استعماری روسیه در آسیای مرکزی محدود شد. در سال ۱۹۰۹، آی.اس. لویتوف بر اساس مطالعات خود در آن منطقه، جزوه‌ای تهیه کرد و خاطرنشان کرد که مردم محلی شش قرن یا بیشتر از کانابیس استفاده می‌کردند و استعمارگران و قزاق‌های روسی این عادت را از مردم محلی آموخته بودند.
در سال‌های ۱۹۲۶ و ۱۹۲۸، اتحاد جماهیر شوروی برخی از اولین مقررات خود را برای جلوگیری از «جنون مواد مخدر» با تمرکز بر کوکائین و مورفین وضع کرد، اما در سال ۱۹۳۴ بود که کشت غیرمجاز حشیش و خشخاش تریاک را ممنوع کرد. ممنوعیت مستقیم کاشت یا کشت غیرقانونی کنف هندی توسط ماده ۲۲۵ قانون جزای جمهوری فدراتیو سوسیالیستی روسیه شوروی مصوب ۱۹۶۰ وضع شد، در حالی که کنف همچنان جایگاه قابل توجهی در کل حجم تولید کشاورزی داشت. در حالی که کانابیس مدت‌ها در آسیای مرکزی مورد استفاده قرار می‌گرفت، تا دهه ۱۹۶۰ به دلیل افزایش پوشش مطبوعاتی مصرف مواد مخدر، این موضوع توجه زیادی از سوی دولت شوروی به خود جلب نکرد.
در روسیه مدرن، طبق اعلام وزارت کشور، ۹۳٪ از ماری‌جوانای این کشور از قزاقستان می‌آید.

## کشت
در گزارش وزارت کشاورزی ایالات متحده در سال ۱۹۱۴ آمده است:
کنف در سراسر بخش بزرگی از روسیه کشت می‌شود و یکی از محصولات اصلی در استان‌های اورل، کورسک، سامارا، اسمولنسک، تولا، ورونژ و لهستان است. دو نوع متمایز، شبیه به کنف الیاف بلند و کنف دانه روغنی کوتاه منچوری، کشت می‌شوند و بدون شک گونه‌های محلی زیادی در مناطق دورافتاده‌ای که تبادل بذر کمی وجود دارد، وجود دارد. این محصول نسبتاً خام کشت می‌شود، بدون هیچ تلاشی برای انتخاب یا بهبود بذر، و گیاهان عموماً کوتاه‌تر و درشت‌تر از کنف کشت شده در کنتاکی هستند. کنف دانه روغنی کوتاه با ساقه‌های باریک، حدود ۳۰ اینچ ارتفاع، دارای خوشه‌های فشرده بذر و بلوغ در ۶۰ تا ۹۰ روز، برای تولید الیاف ارزش کمی دارد، اما گیاهان آزمایشی که از بذر وارداتی از روسیه رشد کرده‌اند، نشان می‌دهند که ممکن است به عنوان یک محصول دانه روغنی برای برداشت و کوبیدن به همان روش کتان دانه روغنی ارزشمند باشد.

## جریمه‌ها
در سال ۲۰۰۴، سیاست مواد مخدر روسیه آزاد شد. برای مواد مخدر مختلف، میزانی که افراد می‌توانستند بدون مواجهه با اتهامات جنایی داشته باشند، افزایش یافت. به‌طور خاص، محدودیت نگهداری کانابیس ۲۰ گرم تعیین شد، به طوری که کمتر از این مقدار فقط یک جرم اداری محسوب می‌شد و تهدیدی برای زندان نداشت. پیش از این، داشتن حتی یک بسته کانابیس جرم محسوب می‌شد.
در سال ۲۰۰۶، سیاست روسیه دوباره معکوس شد و محدودیت‌های حمل مواد مخدر مختلف را کاهش داد، به طوری که محدودیت کیفری برای حشیش از ۲۰ گرم به ۶ گرم افزایش یافت. کمتر از ۶ گرم به عنوان یک جرم اداری محسوب می‌شود که با جریمه ۵۰۰۰ روبلی یا ۱۵ روز بازداشت مجازات می‌شود.
مجازات‌های زیر برای محکومیت به جرم نگهداری در مقیاس بزرگ اعمال می‌شود:
- جریمه نقدی ۴۰٬۰۰۰ روبل.
- ۴۸۰ ساعت کار اجباری یا ۲ سال کار اصلاحی.
- تا سه سال زندان یا آزادی محدود.

در اوت ۲۰۲۲، بریتنی گرینر، بازیکن بسکتبال آمریکایی، به جرم قاچاق ۰٫۷ گرم روغن حشیش به روسیه در چمدانش در فوریه ۲۰۲۲ به نه سال زندان محکوم شد. او در دسامبر ۲۰۲۲ در ازای ویکتور بوت، دلال اسلحه روسی، آزاد شد.
یک شهروند آمریکایی دیگر، مارک فوگل، در ژوئن ۲۰۲۲ به جرم قاچاق ۱۴ کارتریج ویپ و مقدار کمی گل حشیش به روسیه در اوت ۲۰۲۱ به ۱۴ سال زندان محکوم شد.
در سال ۲۰۲۴، یک آلمانی در فرودگاه پولکوو سن پترزبورگ پس از آنکه گمرک روسیه شیرینی‌های پاستیل خرسی حاوی کانابیس را در چمدانش پیدا کرد، دستگیر شد. حتی مقادیر کم کانابیس در این مورد می‌تواند تا ۷ سال زندان به همراه داشته باشد.